# David Seltzer
David Seltzer (Highland Park, 12 febbraio 1940) è uno scrittore, sceneggiatore e regista statunitense, nato in una famiglia ebrea ortodossa.

## Biografia
Il suo romanzo più celebre è indubbiamente Il presagio (The Omen, 1975), da cui l'anno successivo è stato tratto l'omonimo film diretto da Richard Donner con Gregory Peck e Lee Remick, racconto horror che reinterpreta in chiave moderna l'Apocalisse biblica. Seltzer ha scritto anche altri best seller, tra cui un altro horror, in questo caso di stampo ecologista, Profezia, da cui è tratto il film omonimo del 1979, e il soggetto di una serie televisiva, Revelations, ancora una volta di argomento soprannaturale e religioso. Molto attivo a Hollywood, Seltzer è autore inoltre delle sceneggiature di alcuni film, come Il segno della libellula - Dragonfly, Due nel mirino (1990) e del remake Omen - Il presagio, realizzato nel 2006 da John Moore, meno popolare quanto ad incassi e consensi critici, ma per alcuni aspetti più fedele agli sviluppi del romanzo originario.
Nel 2011 ha scritto la sceneggiatura del film televisivo Cinema Verite, diretto da Shari Springer Berman e Robert Pulcini e candidato a nove premi Emmy.